# Domkyrkoorganist
Domkyrkoorganist är i Sverige titeln för den högste befattningshavaren inom musikverksamheten i en domkyrkoförsamling och den enda befordringstjänsten som organist inom Svenska kyrkan. Det finns 13 domkyrkoorganister i hela riket. 

## Historik
Då orglar blev vanliga i svenska kyrkor under 1600-talet tillsatte konsistorierna vid domkyrkorna domkyrkoorganister. Dessa hade ibland också titeln director musices et cantus ('ledare för musiken och sången’). Domkyrkoorganisterna ansvarade för utbildningen och examinationen av organisterna inom stiftet fram till 1930. Fram till 1989 var domkyrkoorganisten också ansvarig för hela stiftets musikverksamhet och sakkunnig i domkapitlet. Numer är domkyrkoorganisten musiksakkunnig i de stift där domkapitlet så beslutat. Vid tillsättning av domkyrkoorganisttjänster har domkapitlet rätt att yttra sig över de sökande. Sveriges första kvinnliga domkyrkoorganist var Elfrida Andrée i Göteborg.
Sedan den 1 juni 2018 regleras att en domkyrkoorganisttjänst inom Svenska kyrkan motsvarar en befattning som försteorganist. Behörig att söka sådan tjänst är den som har avlagt Svenska kyrkans kyrkomusikerexamen på A-nivå. Övriga befattningar som kyrkomusiker i Svenska kyrkan är organist och kantor, med behörighetskravet Svenska kyrkans kyrkomusikerexamen på B-nivå respektive C-nivå.

## Domkyrkoorganister
| Domkyrkoförsamling            | Domkyrkoorganist    | Födelseår | Tillträdesår |
| ----------------------------- | ------------------- | --------- | ------------ |
| Uppsala domkyrkoförsamling    | Ulric Andersson     | 1963      | 2013         |
| Linköpings domkyrkoförsamling | Sara Michelin       | 1968      | 2015         |
| Skara domkyrkoförsamling      | Åsa Nyberg          | 1971      | 2024         |
| Strängnäs domkyrkoförsamling  | Jan H. Börjesson    | 1969      | 2024         |
| Västerås domkyrkoförsamling   | Benjamin Åberg      | 1978      | 2022         |
| Växjö domkyrkoförsamling      | Sten-Inge Petersson | 1963      | 2014         |
| Lunds domkyrkoförsamling      | Susannah Carlsson   | 1976      | 2024         |
| Göteborgs domkyrkoförsamling  | Mikael Fridén       | 1965      | 2014         |
| Karlstads domkyrkoförsamling  | Jörgen Martinson    | 1968      | 2017         |
| Härnösands domkyrkoförsamling | Per Brudsten        | 1992      | 2024         |
| Luleå domkyrkoförsamling      | Markus Wargh        | 1969      | 2001         |
| Visby domkyrkoförsamling      | Peter Alrikson      | 1973      | 2019         |
| Stockholms domkyrkoförsamling | Mattias Wager       | 1967      | 2011         |

Uppgifter om tidigare domkyrkoorganister finns i artiklarna om respektive domkyrkoförsamling.